# Vikiap

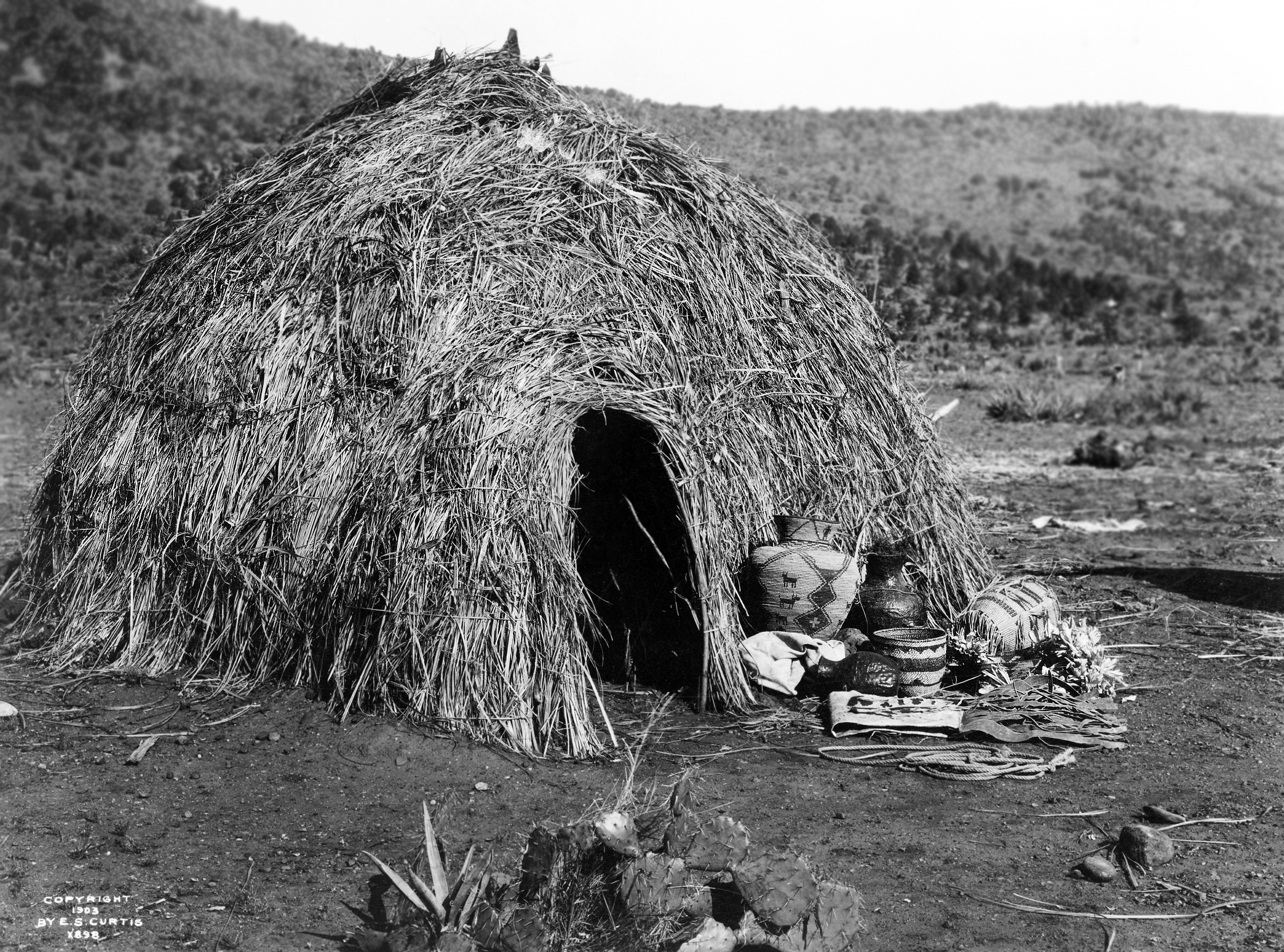
Apačský vikiap.

Vikiap označuje chýši kdysi užívanou kočujícími Indiány pouštních a polopouštních oblastí na jihozápadě a západě Spojených států. Toto obydlí mělo zpravidla oválnou základnu a jednoduchou kostru pokrytou rákosovými rohožemi, trávou a chrastím. Anglické slovo wickiup je přejato z liškovštiny (Fox), algonkinského jazyka, kde mělo tvar wi•kiya•pi s významem „obydlí“.